# Va, petite !
Pour plus de détails, voir Fiche technique et Distribution.
Va, petite ! est un film franco-belge réalisé par Alain Guesnier et sorti en 2002.

## Fiche technique
- Titre : Va, petite !
- Réalisation : Alain Guesnier
- Scénario : Alain Guesnier, Ricardo Montserrat et Valérie Duval
- Photographie : Steve Gruen
- Décors : Thomas Peckre
- Costumes : Richard Allieu
- Son : Pierre Mertens
- Musique : Ivan Georgiev
- Montage : Anita Fernandez et Denise Vindevogel
- Production : Agora Films - Maïa Films - Saga Film
- Pays de production :  France,  Belgique
- Durée : 105 minutes
- Dates de sortie :
  - Égypte : octobre 2002 (Festival international du film du Caire)
  - France : 16 juillet 2003

## Distribution
- Laurent Lucas
- Julie Julien
- Marianne Basler
- Jean-Claude Drouot
- Frédéric Pierrot
- Philippe Fretin
- Ysé Montserrat
- Pierre Berriau
- Loïc Devaux
- Younès Boudache